# Gérard Carlier
Pour les articles homonymes, voir Carlier.
Gérard Carlier, nom de plume de Gerd Karlick, né le 20 décembre 1905 à Königsberg et mort le 7 novembre 1975 dans le 17e arrondissement de Paris, est un compositeur, parolier, et scénariste français.

## Filmographie
- 1939 : Trois de Saint-Cyr
- 1940 : Le Danube bleu
- 1945 : Dorothée cherche l'amour
- 1946 : La Femme fatale
- 1946 : L'Insaisissable Frédéric
- 1946 : Tombé du ciel
- 1948 : Émile l'Africain
- 1948 : Erreur judiciaire
- 1949 : L'Héroïque Monsieur Boniface
- 1949 : Fandango
- 1950 : Valse brillante de Jean Boyer
- 1950 : Casimir
- 1950 : Uniformes et Grandes Manœuvres
- 1952 : Ma femme, ma vache et moi
- 1952 : Rendez-vous à Grenade
- 1953 : Le Dernier Robin des Bois
- 1954 : Poisson d'avril
- 1956 : Le Couturier de ces dames
- 1957 : Quelle sacrée soirée
- 1961 : Ma femme est une panthère
- 1963 : Le Bon Roi Dagobert
- 1963 : Mathias Sandorf
- 1963 : Blague dans le coin de Maurice Labro
- 1966 : Carré de dames pour un as